# Iais aquilei
Iais aquilei är en kräftdjursart som beskrevs av Nicole Coineau 1977. Iais aquilei ingår i släktet Iais och familjen Janiridae. Inga underarter finns listade i Catalogue of Life.